# Yuna
Yuna è un personaggio principale giocabile di Final Fantasy X e Final Fantasy X-2, due episodi della saga di videogiochi di ruolo giapponesi Final Fantasy creata dalla Square Soft (ora Square Enix), e di Dissidia 012 Final Fantasy, sempre della Square Enix.
È arrivata al sedicesimo posto nella classifica dei migliori personaggi di videogiochi di sempre secondo un sondaggio di Famitsū, dietro al solo Cloud Strife per quanto riguarda la serie Final Fantasy.

## Descrizione del personaggio
Nata a Bevelle e cresciuta sull'isola di Besaid, all'inizio di Final Fantasy X Yuna è una ragazza di 17 anni che indossa abiti convenzionali (l'opposto di quelli di Tidus).
Yuna è un'invocatrice di Yevon con l'abilità di invocare potenti creature conosciute come "Eoni", ruolo che può essere scelto per compiere un pellegrinaggio e salvare il popolo di Spira da una potente entità distruttiva chiamata Sin, facendo giungere un periodo di pace chiamato Bonacciale, come fece il padre di Yuna, Braska, dieci anni prima.
Yuna è una persona diversa in Final Fantasy X-2. Decide di cominciare un viaggio per cercare Tidus, che pensava di aver perso per sempre.
È doppiata da Hedy Burress nelle versioni europea e americana dei giochi, e da Mayuko Aoki in quella giapponese. Yuna è metà umana e metà Albhed: suo padre, l'invocatore Braska, era un umano ma sua madre era Albhed (sorella di Cid e zia di Rikku). Questa diversa etnia si può verificare nel colore dei suoi occhi: verde quello destro e azzurro quello sinistro.
Il personaggio è arrivato al decimo posto nella classifica stilata da IGN dei migliori 25 personaggi di Final Fantasy.

## I compiti di un'invocatrice
Yuna, come invocatrice, ha anche il compito di viaggiare per tutta Spira al fine di liberarla dalla creatura "Sin". Per compiere la missione ha a disposizione l'aiuto degli Eoni (Valefor, Ifrit, Ixion, Shiva, Bahamut, Yojimbo, Anima e le tre Magus) e dei guardiani che devono proteggerla durante il tragitto. Yuna comincia con tre guardiani: Kimhari, che si prende cura di lei da quando è orfana; Lulu, sua amica; e Wakka. Quando Tidus, uno straniero, arriva sull'isola di Besaid, Yuna decide di accettarlo come suo quarto guardiano. Più tardi Auron, che in passato ha già protetto Lord Braska, viene accolto come quinto guardiano; successivamente comparirà anche la cugina del lato materno di Yuna, Rikku, che diventa così il sesto ed ultimo guardiano.

## Storia

### Final Fantasy X
Durante lo svilupparsi degli eventi di Final Fantasy X il maestro Seymour, uno dei principali sacerdoti della religione Yevonita, la rapisce e le rivela che la sua vera ambizione è quella di diventare Sin per acquisire il più grande e distruttivo potere del mondo al fine di tenere in pugno tutto il popolo di Spira. Allo stesso tempo Tidus scopre che il viaggio di Yuna avrà termine con la morte della stessa invocatrice sacrificata per la sua gente; l'Invocazione Suprema, infatti, sconfigge Sin e uccide chi l'ha invocata. Supportato da Auron, riesce a convincerla che è possibile trovare un altro modo per liberare Spira dalla piaga che l'affligge. Sconfitti entrambi, Tidus viene sottratto all'amore di Yuna e sparisce così per sempre.

### Final Fantasy X-2
Due anni dopo, in Final Fantasy X-2, Yuna è diventata una celebrità come salvatrice di Spira. È diventata una "Cacciasfere" membro dei "Gabbiani", nei quali militano la già conosciuta Rikku, una misteriosa donna di nome Paine, un ragazzino Albhed di nome Shinra, il fratello di Rikku e il suo amico Compagno. Insieme a Rikku e Paine, Yuna forma il trio YRP (chiamato YuRiPa nella versione giapponese).
Al di là della nuova immagine, comunque, Yuna cerca principalmente informazioni su Tidus, sulle cause della sua scomparsa e sulla sua situazione attuale. Le indagini la portano a scoprire l'oscuro lato di Yevon e le diverse fazioni politiche createsi dopo la distruzione di Sin, in particolare gli Automisti, la Lega della Gioventù e Neoyevon. Yuna capisce che ha la responsabilità di portare la pace su Spira una seconda volta e, attraverso la macchina della distruzione Vegnagun, la relazione di Shuyin e Lenne e l'Oltremondo, di trovare Tidus.

## Significato del nome
"Yuna", nel dialetto di Okinawa, significa sia luna che, per estensione di significato, notte. Da notare che, nel gioco, per ottenere la Nirvana di Yuna serve la "Crest of Moon". Va inoltre ricordato che Yuna è anche il nome di un fiore, l'hibiscus (la cui fantasia adorna l'abito e il ciondolo di Yuna), che si apre di giorno e si chiude di notte.

## Altre apparizioni
Yuna compare anche in Kingdom Hearts 2, insieme a Rikku e Paine, come servitrice di Malefica.
Appare anche in Itadaki Street Special e Dissidia 012 Final Fantasy insieme a Jecht e a Tidus come personaggio giocabile.